# Informační design

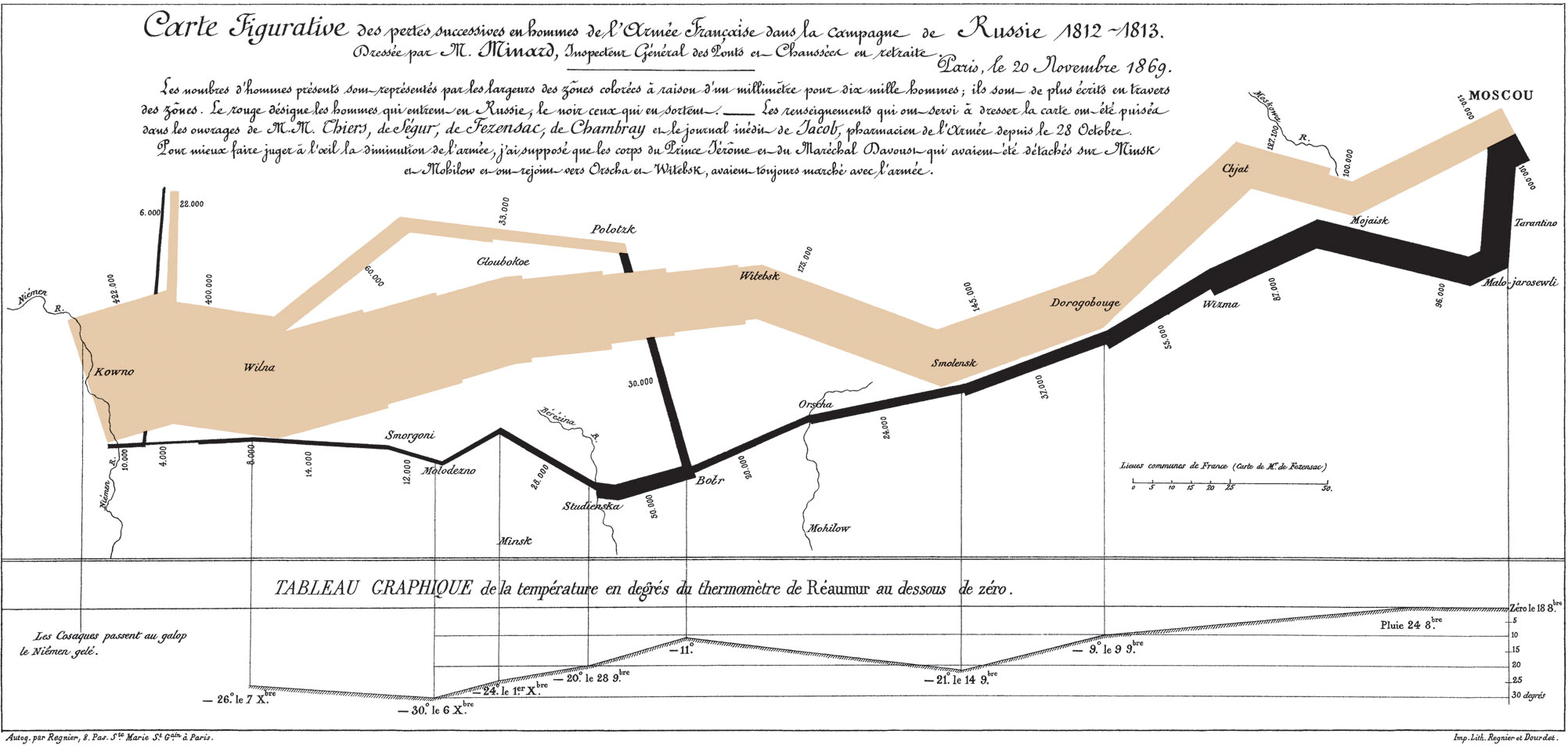

Informační design je oblast designu, praxe umělecko-technické výzdoby a reprezentace různých informací, s ohledem na ergonomii, na funkcionální možnosti, na psychologická kritéria vnímání informací člověkem, na estetiku vizuálních forem představy informací a dalších faktorů.
V informačním designu se používají tradiční a nové principy designu v procesu interpretace složitých a nestrukturovaných dat do pochopitelných informací. Pomoci obrázků, symbolů, barev a slov probíhá přenos informace, ilustrace dávají vizualizaci vztahů.

## Definice
Podle Roberta Chorna ze Stanfordovy univerzity: informační design – je umění a věda přípravy informací takovým způsobem, aby mohla být efektivně používaná lidmi.
Dino Karabeg definoval informační design následovně: Informační design – je design informací.  
Informační design je protipříkladem tradičnímu informováni, při kterém profesionálové ve své oblasti vedou informační komunikace pomoci tradičních zdrojů. Pro informační design jsou důležité odpovědi na následující otázky:
- Co je cílem informací v daně kultuře?
- Jakým způsobem se cíle mohou dostávat efektivněji?
- Jakým novým cílům může sloužit dána informace?
- Jak musí být informace představena, aby byl cíl dosáhnut?

Ve svém článku Gerlinde Schuller předvádí vzorec definující informační design:
Informační design = složitost + mezioborovost + experiment.  

## Principy
Základním cílem informačního designu je zjednodušení komunikaci: zpráva musí být nejen přesně odeslána odesílatelem, ale i správně pochopena příjemci. 
Informační design se skládá z funkcionálních a estetických principů.
K funkcionálním principům patří:
- jednodušší pochopení a učení
- jasná struktura zprávy
- jasnost
- jednoduchost
- jednota (angl. unity) elementů zprávy
- zajištění vysoké kvality zprávy
- snížení ceny

K estetickým principům paří:
- harmonie a úměrnost.

## Historie
Pojem information design, vznikl v 90. létech 18. století. Někteří designéři začali používat tento pojem, a v roce 1979 byl založen časopis Information Design Journal . Podle vzpomínek redaktora časopisu, nový časopis měl za cíl přidat grafice té doby: informační komunikace, jazyk a proces plánování. Potřeba názorné představy vznikla dávno.

## Metody designu

### Třídění kartiček
Třídění kartiček je jednou z metod projektování struktury internetového portálu, ve kterém se účastní potenciální uživatelé. Metoda je zaměřena na ujasnění struktury a zjednodušení hledání informace. Podstatou metody je rozdělení kartiček na skupiny podle názvu materiálu stránek. Existuje zavřená a otevřená metoda, v závislosti na tom, jestli uživatelé mohou vytvářet své skupiny, nebo jestli jsou skupiny přesně dané. Mezi plusy patří jednoduchost, lacinost, rychlost provádění.

## Obvyklé způsoby

### Zdůraznění
Změnou různých parametrů textu (písmo, rozměr atd.) je možné dosáhnout kontrastu mezi textem, a takovým způsobem zdůraznit nejdůležitější informace.

### Paralelní výklad
Okrajové poznámky — paralelní texty — pomáhají obrátit pozornost na nejdůležitější informace.

### Doplnění "vzduchem"
Důležitou část textu je možné zdůraznit pomocí obtékání prázdným místem — "vzduchem". Takto "provzdušněný" dokument je příjemnější na čtení 

## Zbytečná komplikovanost
Jeden z problémů informačního designu je zbytečná komplikovanost (over-designed), který vytváří existence neužitečných informací.

## Použití
Informační design se používá například v oblastech:
- informační materiály
- vnitropodnikové dokumenty
- ukazatele a organizace prostředí pro orientaci v prostoru